# أسير الظلام (فلم)
أسير الظلام فيلم مصري تم إنتاجه عام 1947، من تأليف وإخراج عز الدين ذو الفقار و بطولة زوزو شكيب وسراج منير ومحمود المليجي.

## قصة الفيلم
تعيش فتاة يتيمة مع زوجة أبيها التي تعاملها بقسوة، فتهرب وتعمل ممرضة في بيت شاعر كفيف فاقد الثقة في جميع النساء، ولايرى فيهن إلا العهر، تحاول أن تغير من وجهة نظره لكنه يتعمد أن يهينها، يحاول شقيقه الفاسد أن يوقع بها في شباكه لكنها تصده، تدبر إحدى الخادمات التي ترتبط بعلاقة محرمة مع الشقيق والتي تشعر بالغيرة مكيدة لقتل الممرضة لكن تنجو منها بأعجوبة بمساعدة كلب الشاعر وتتوتر الأجواء.

## فريق العمل
إخراج وتأليف: عز الدين ذو الفقار
طاقم العمل:
- زوزو شكيب
- سراج منير
- محمود المليجي
- مديحة يسري
- علوية جميل
- نجمة إبراهيم

## روابط خارجية
- مقالات تستعمل روابط فنية بلا صلة مع ويكي بيانات